# 528
528 (DXXVIII) var ett skottår som började en lördag i den julianska kalendern.

## Händelser

### Okänt datum
- Slaget på Luachair Mor utkämpas på Irland.
- Tuathal Maelgarbh blir kung av Irland.

## Födda
- Gunthchramn, frankisk kung av Burgund 561–592 och av Paris 584–592 (född omkring detta år eller 525)

## Avlidna
- 31 mars – Xiaoming, kinesisk kejsare.
- 17 maj – Yuan Zhao, kinesisk kejsare.
- Hu av Norra Wei, kinesisk kejsarinna och regent.